# Volker Münchow

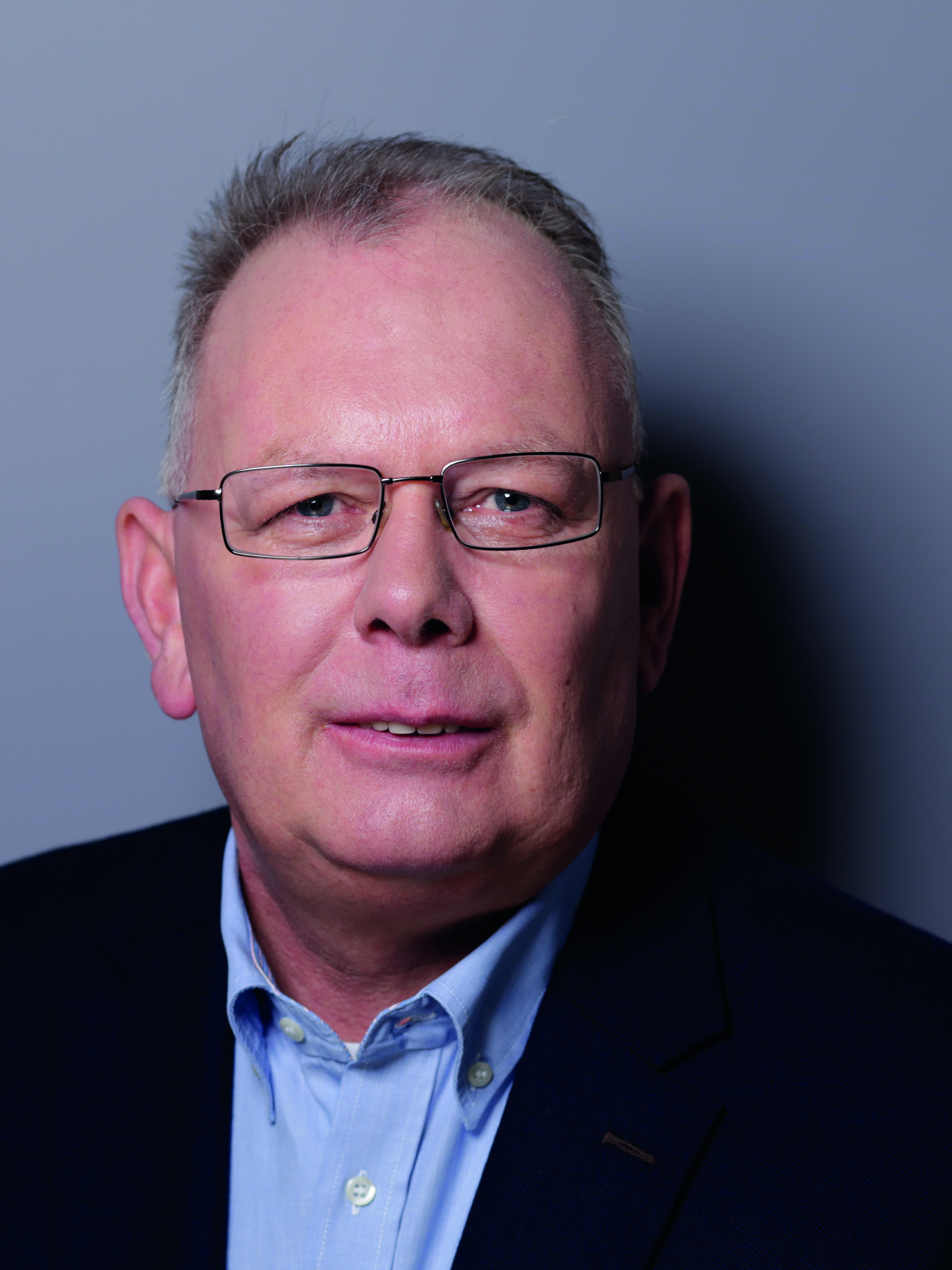
Volker Münchow (2017)

Volker Münchow (* 18. September 1960 in Langenberg) ist ein deutscher Politiker (SPD). Er war von 2012 bis 2017 Mitglied des Landtags von Nordrhein-Westfalen. 2025 kandidiert er als SPD-Kandidat für das Bürgermeisteramt in Velbert.

## Leben
Münchow besuchte das Gymnasium Langenberg und absolvierte im Anschluss eine Ausbildung zum Bürokaufmann. Danach besuchte er eine Fachoberschule und studierte später Wirtschaftswissenschaften an der Universität Essen (ohne Abschluss). Hiernach arbeitete er zunächst in München, bevor er Verkaufsleiter eines Unternehmens im Ruhrgebiet wurde. Später war er Vertriebsleiter bei einem Tochterunternehmen des schwedischen Assa Abloy Konzerns. Von 2001 bis 2012 war er hauptberuflich Geschäftsführer der Velberter SPD-Stadtratsfraktion.
Seit 2021 ist Münchow hauptamtlich beim THW Landesverband Nordrhein-Westfalen in Hilden als Bürosachbearbeiter Einsatz/Ausstattung tätig.
Münchow ist verheiratet und lebt in Velbert-Langenberg.

## Politik
Volker Münchow ist Mitglied des Rates der Stadt Velbert und kümmert sich um die Themen Stadtplanung, Verkehr und Technische Betrieb, sowie die Feuerwehr. Münchow trat 1976 der SPD Langenberg bei. Nach verschiedenen Funktionen bei den Jungsozialisten in Langenberg engagierte er sich in der Kommunalpolitik. Ab dem Jahr 1979 war er stellvertretender sachkundiger Bürger im Bezirksausschuss Velbert-Langenberg. Während seiner beruflichen Tätigkeit in München pausierte er und wurde erst ab 1994 wieder in der Kommunalpolitik aktiv. So war er in den Jahren 1994 bis 2004 sachkundiger Bürger in verschiedenen Ratsausschüssen. Im Jahr 2004 wurde er Ratsmitglied in Velbert, wo er von 2014 bis 2020 zweiter stellvertretender Bürgermeister war. Zudem war er von 2004 bis 2020 Kreistagsabgeordneter im Kreistag des Kreises Mettmann. Er war von 2002 bis 2014 stellvertretender Vorsitzender der SPD im Kreis Mettmann und von 2014 bis 2018 Vorsitzender der SPD in Velbert. Bei der Landtagswahl 2010 trat er für die SPD im Wahlkreis 39 an, konnte sich jedoch nicht gegen den CDU-Kandidaten Marc Ratajczak durchsetzen. Bei der vorgezogenen Landtagswahl 2012 wurde er mit 42,7 % der Stimmen in den Landtag gewählt, während Ratajczak 33,3 % der Stimmen auf sich vereinigen konnte. Er war stellvertretender Sprecher der SPD-Landtagsfraktion im Ausschuss für Europa und Eine Welt, Mitglied im Ausschuss für Sport, im Unterausschuss Landesbetriebe und Sondervermögen und in der Enquetekommission IV Finanzierungsoptionen des Öffentlichen Personenverkehrs in Nordrhein-Westfalen. Stellvertretendes Mitglied war Münchow in den Ausschüssen für Bauen, Wohnen, Stadtentwicklung und Verkehr, für Kommunalpolitik sowie für Haushaltskontrolle.
In der 78. Plenarsitzung des Landtags vom 29. Januar 2015 sorgte Münchow mit einem Zwischenruf zu einer Rede des FDP-Fraktionsvorsitzenden Christian Lindner für eine Replik desselben, die im Internet nach kurzem zu einer großen Resonanz führte. Lindner griff Münchow dabei direkt an und hielt ihm vor, dass sein Zwischenruf die gerade gehaltene Rede der sozialdemokratischen Ministerpräsidentin Hannelore Kraft konterkariere. Der Ausschnitt aus der Landtagsdebatte wurde zwei Tage später auf zwei verschiedenen Facebookseiten (Die Welt; FDP Liberté) gepostet und erreichte innerhalb weniger Stunden Zuschauerzahlen von über einer Million.
Bei der Landtagswahl in Nordrhein-Westfalen 2017 wurde er nicht wiedergewählt.
Münchow tritt bei der Kommunalwahl 2025 als SPD-Kandidat für das Bürgermeisteramt in Velbert an. 

## Ehrenamt
Volker Münchow war in den Jahren 2013 bis 2022 Vorsitzender des Landesverbandes Nordrhein-Westfalen des Reichsbanners Schwarz-Rot-Gold, Bund aktiver Demokraten e.V.
Er ist Ehrenvorsitzender des deutsch-griechischen Freundschaftsvereins FILIA Velbert und Gründungsmitglied und Schatzmeister des Freundschaftsvereins Podujeve/Kosovo – Velbert e.V.
Münchow ist Gründungsmitglied und Schriftführer im Vorstand des Freundeskreises der Fregatte Nordrhein-Westfalen.
Münchow ist Gründer und Moderator der SoKo Langenberg, eines Zusammenschlusses der Vereine und interessierter Einzelpersonen zur Verbesserung der Lebensqualität im Stadtteil Velbert-Langenberg im Bereich Kunst, Kultur, Sport, Einzelhandel, Gastronomie, Tourismus und Stadtplanung.
Volker Münchow war von 2019 bis 2024 Ortsbeauftragter für Heiligenhaus und Wülfrath des Technischen Hilfswerks (THW). Er ist weiter als Auslandshelfer des THW als Logistics Officer tätig, z. B. im High Capacity Pumping Modules.

## Auszeichnungen
- Feuerwehr- und Katastrophenschutz-Einsatzmedaille des Landes Nordrhein-Westfalen
- Einsatzmedaille Fluthilfe 2021 der Bundesrepublik Deutschland